# Ystads Allehanda

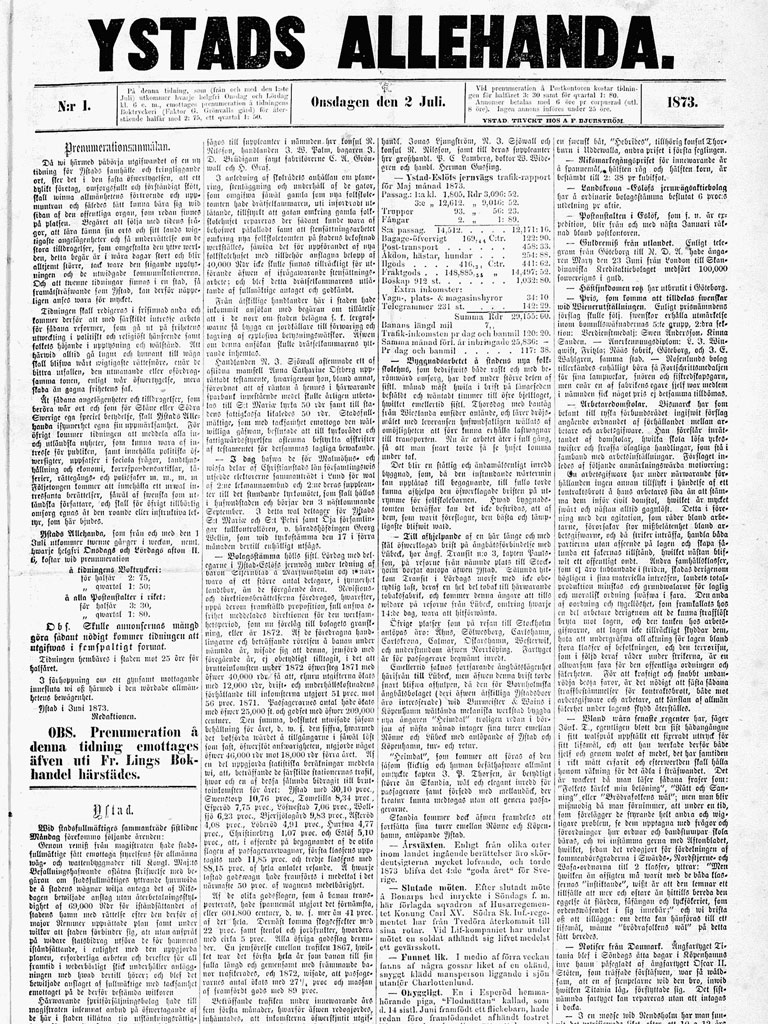
Ystads Allehandas förstasida från den 2 juli 1873.

Ystads Allehanda i Broadsheet format 1980.

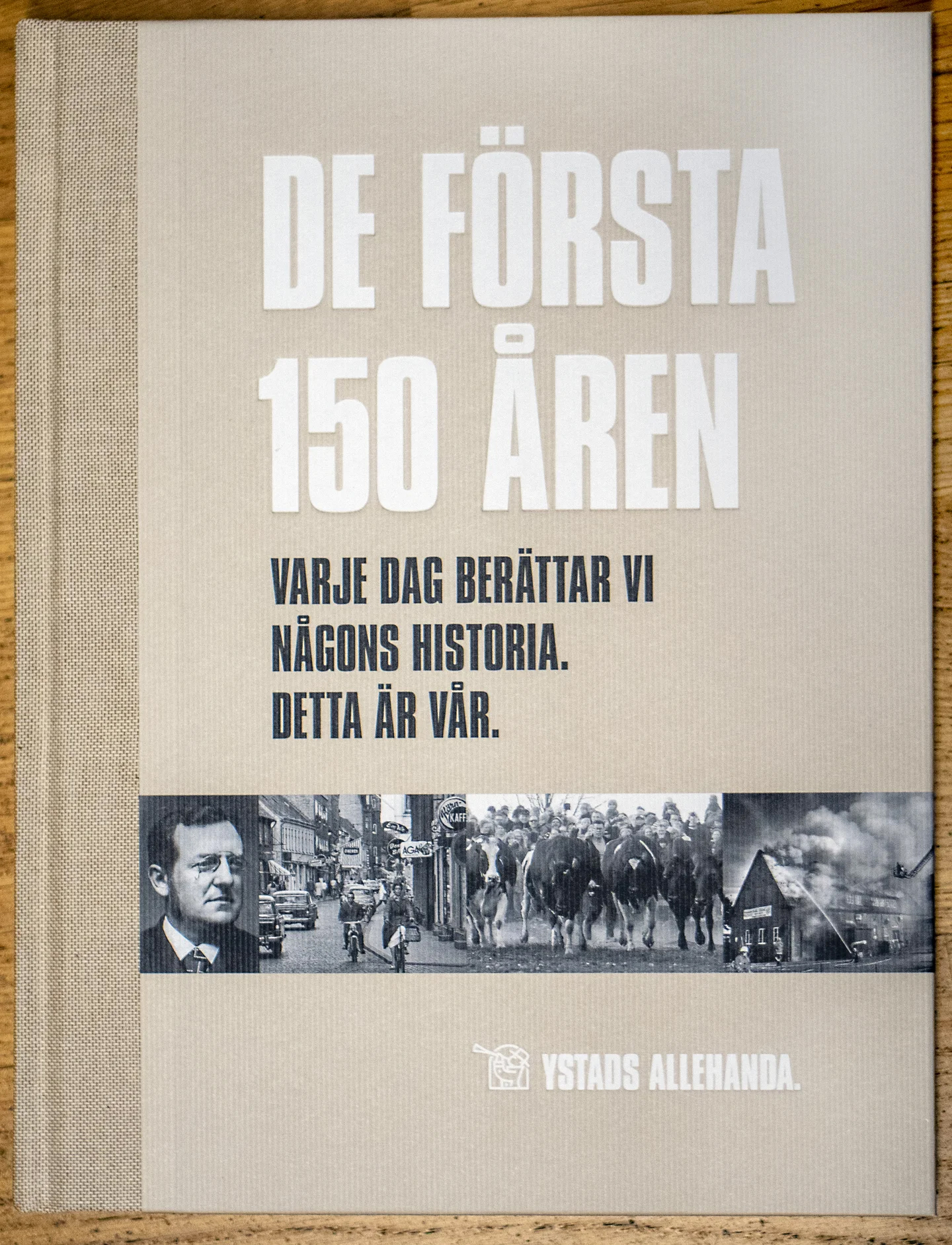
De första 150 åren, YA:s jubileumsbok.

Ystads Allehanda eller YA är en svensk lokaltidning för Ystads, Simrishamns, Tomelillas, Skurups och Sjöbos kommuner. Tidningen utkommer måndag-lördag och ingår i Gota Mediakoncernen. Inom Ystads Allehanda ingår även Österlenmagasinet.
Ystads Allehanda grundades 1873 av boktryckaren Axel Fredrik Bjurström. Det första numret av tidningen publicerades 2 juli 1873. Släkten Bjurström hade fram till 1997 ledande befattningar i tidningsföretaget.
Lurblåsaren eller tornväktaren som den också kallas och som finns i tidningens logga har varit en symbol för Ystads Allehanda sedan 1947.
Under andra världskriget infördes på förstasidan av tidningen en daglig sammanfattning av händelseutvecklingen av krigshändelserna. Denna utrikesspalt levde kvar på denna plats ända till 1990.
Ystads Allehandas centralredaktion låg sedan 1877 i lokaler på Lilla Norregatan i centrala Ystad, i februari 2020 flyttade redaktionen in i gamla Starshine-huset på Österports torg.
Sedan 2003 utdelar tidningen varje år Ystads Allehandas kulturpris.

## Historiska årtal
- 1885 misshandlas chefredaktören Johan M. Sjöström under lantbruksmötets festmiddag på Continental därför att han inte deltog i skålandet för konungen och kungssången.
- 1886 fördömer kyrkoherde Brandt i Borrby Ystad Allehanda. Han betecknade tidningen som avskyvärd och beklagade att så många läser den.
- 1889 publiceras den första bilden i tidningen. Det är en bild på Eiffeltornet från Världsutställningen i Paris.
- 1919 dömdes Johan M. Sjöström att böta 100 kronor för att YA kritiserat sångerskan Inga Prambergs framträdande i Folkets park. Juryn ansåg inte artikeln vara lögnaktig men väl kränknade för kärande.
- 1938 försvinner annonser och meddelande från första sidan och ersätts av nyheter. Den första seriefiguren, Walt Disneys Kalle Anka, gör entré i YA.
- 1947 arrangerades den första YA-cupen i fotboll. En fotbollscup som fortfarande lever kvar.
- 1952 introducerade YA som första tidning i Sverige en gravérmaskin för klichéer. Maskinen var den första stora nyheten på området under 70 år och innebar att bilder kunde publiceras dagen efter.
- 1955 får YA teltypesättning vilket innebär att alla TT-telegram kommer på en hålremsa som sedan körs igenom ett teleaggregat på sättmaskinen.
- 1958 öppnar YA lokalkontor i Skurup
- 1975 övergång från sättning i bly till offsettryck.
- 1980 installeras de första datamaskinerna av norskt fabrikat på redaktionen. Skrivmaskinerna försvinner och den redaktionella texten går direkt till fotosättning utan mellanstation hos teleperforatriserna.
- 1984 produceras den första fyrfärgsbilden på ettan föreställande en arbetande konstnär.
- 1994 börjar YA redigeras på dator.
- 1997-98 introduceras digitala kameror på redaktionen.
- 1999 tidningen övergår från broadsheet till tabloid

Den 1 januari 1990 gick Ystads Allehanda och Trelleborgs Allehanda (TA) ihop i Tidnings AB Allehanda Syd. TA ägdes då av Sydsvenska Dagbladet som blev 25 procentig ägare till bolaget. Resten av aktierna ägdes av familjerna Björnberg, Kemner och Mörner. År 1997 blev Allehanda Syd ett helägt dotterbolag till Sydsvenskan, som i sin tur ägdes av Bonnierkoncernen.
År 2003 bildades Skånemedia AB när Allehanda Syd gick ihop med Kristianstadsbladet. 2009-2011 var Skånemedia ett dotterbolag till Sydsvenskan. Mellan 2011 och 2018 ägdes Skånemedia av Gota Media och stiftelsen Kristianstadspress. Från och med januari 2018 är Gota Media ensam ägare av Skånemedia.
I juni 2001 var det premiär för ystadsallehanda.se, tidningens hemsida.

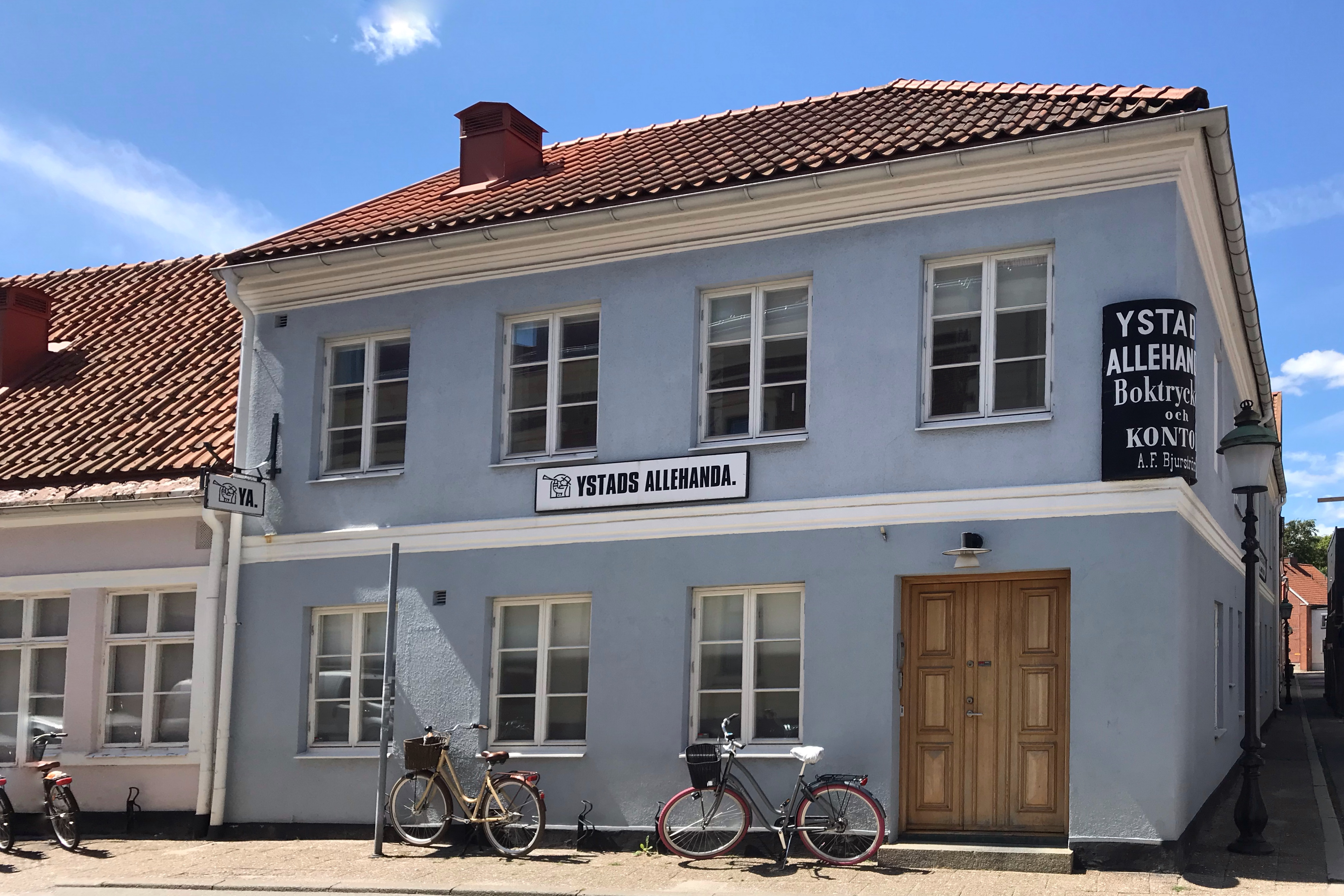
Ystans klassiska tidningshus.

Från den 19 februari 1877 låg huvudredaktionen i Struppska gården i hörnet vid  Lilla Norregatan-Sladdergatan. I augusti 2019 meddelades dock att tidningen skulle flytta till Österportstorg. Sista arbetsdagen i det gamla huset var den 17 januari 2020, varefter man lämnade efter 143 år på samma plats. Från den 19 januari 2020 utgavs tidningen från den nya adressen.
I samband med tidningens 150-årsjubileum 2023 skrevs boken "De första 150 åren". Boken producerades i samarbete med Ystads kulturhistoriska förening. Boken belönades med publishingpriset guld i kategorin jubileumsskrifter och verksamhetshistoria på Publishinggalan 2024

## Chefredaktörer
- 1873-1924 Johan M. Sjöström
- 1924-1955 Melker Westin
- 1955-1976 Wilhelm Sjöberg / Orvar Nilsson
- 1976-1998 Staffan Björnberg
- 1998-2009 Margaretha Engström
- 2009-2011 Jörgen Svensson, (journalist) tf
- 2011-2012 Tina Sayed Nestius
- 2012- Lars Mohlin